# Список дипломатических миссий в Сальвадоре

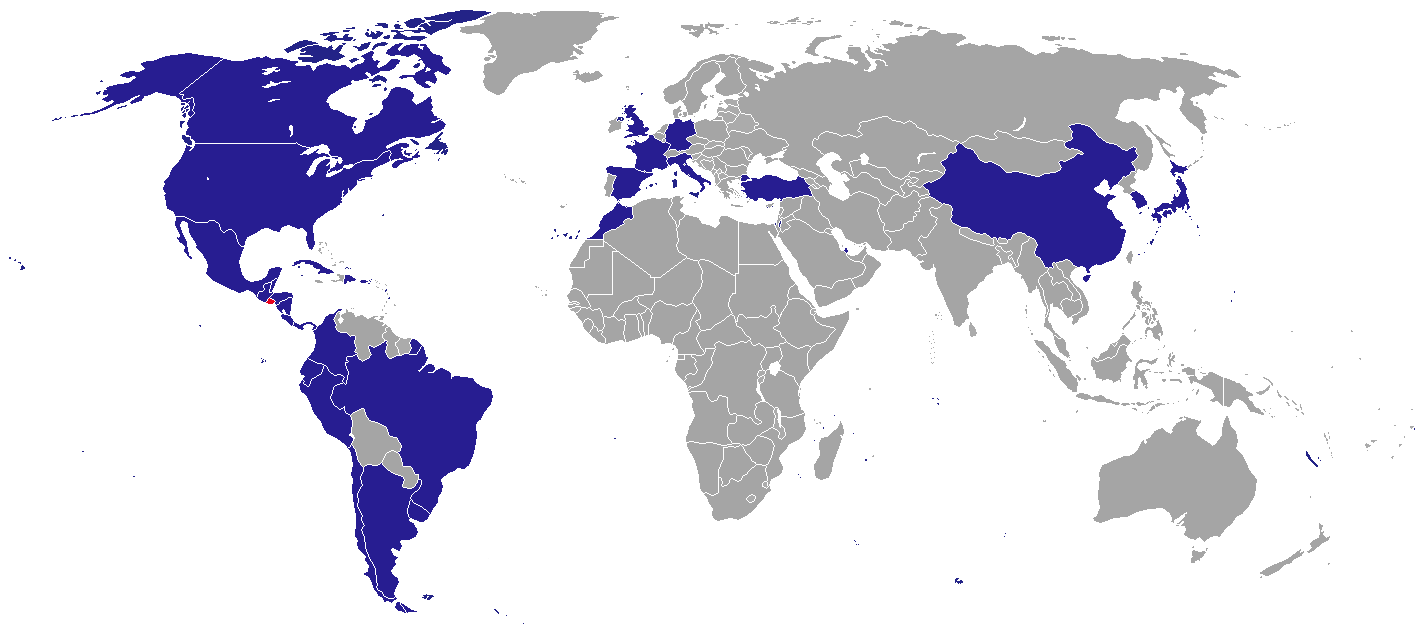
Дипломатические миссии в Сальвадоре

Это список дипломатических миссий в Сальвадор. В Сан-Сальвадоре находится 29 посольств.

## Посольства

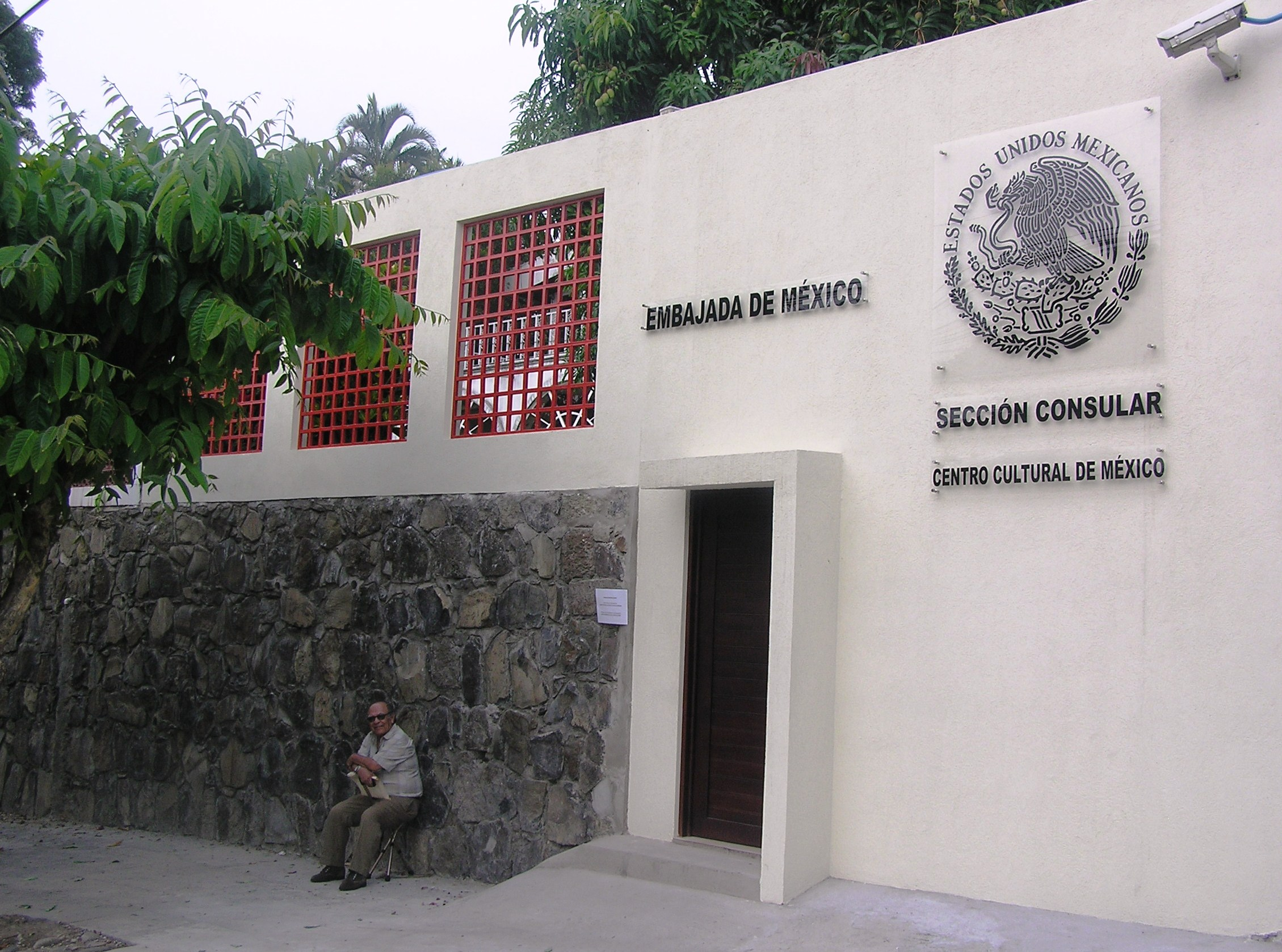
Посольство Мексики в Сан-Сальвадоре

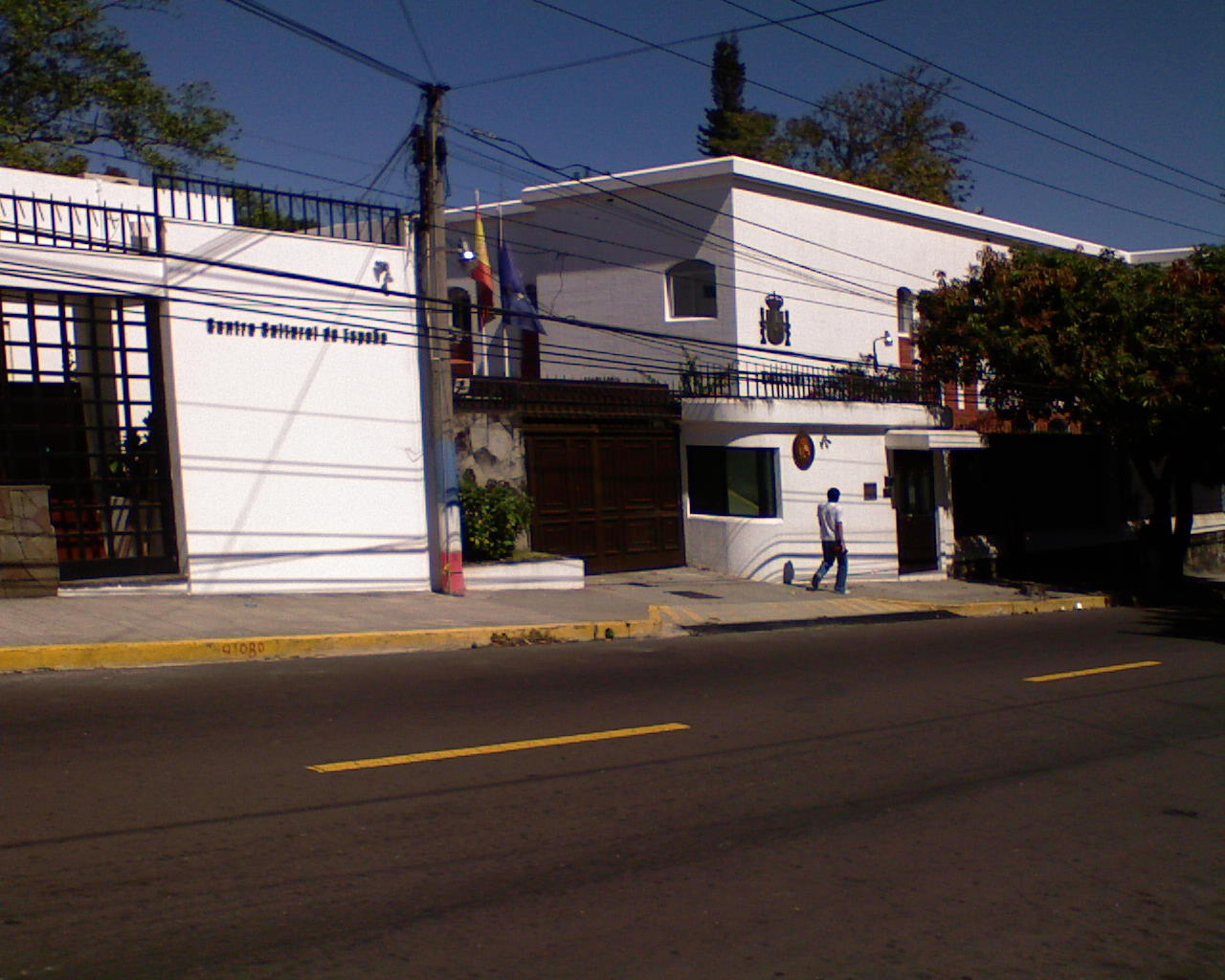
Посольство Испании в Сан-Сальвадоре

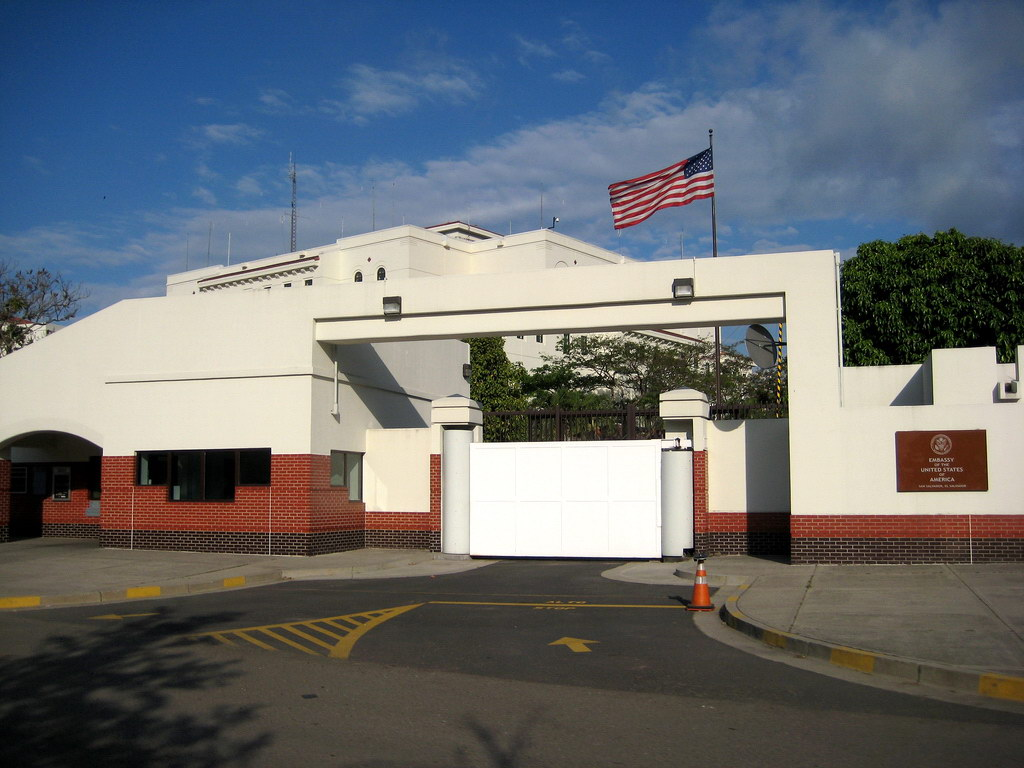
Посольство США в Сан-Сальвадоре

Сан-Сальвадор
| - Аргентина - Белиз - Бразилия - Канада - Чили - Китай - Колумбия - Коста-Рика - Куба - Доминиканская Республика - Эквадор - Франция - Германия - Гватемала - Ватикан - Гондурас | - Италия - Япония - Мексика - Никарагуа - Панама - Перу - Катар - Республика Корея - Мальтийский орден - Испания - Великобритания - США - Уругвай - Венесуэла |

## Другие представительства в Сан-Сальвадор
- Египет (Секция интересов)
- Европа (Делегация)

## Посольства нерезидентов
- Египет (Гватемала (город))
- Индия (Гватемала (город))
- Республика Косово (Панама (город))
- Марокко (Гватемала (город))
- Парагвай (Богота)
- Россия (Никарагуа)
- САДР (Панама (город))
- Швеция (Гватемала (город))
- Турция (Гватемала (город))
- Вьетнам (Мехико)